# Musca simulator
Musca simulator är en tvåvingeart som först beskrevs av Harris 1780.  Musca simulator ingår i släktet Musca och familjen tångflugor. Inga underarter finns listade i Catalogue of Life.